# مضيض (فرع العدين)

تعديل مصدري - تعديل

مضيض محلة تابعة لقرية الشجين، التابعة لعزلة العاقبة بمديرية فرع العدين إحدى مديريات محافظة إب في الجمهورية اليمنية، بلغ تعداد سكانها 39 حسب تعداد اليمن لعام 2004.